# Олимшоев, Зафар Мазамшоевич
Зафар Мазамшоевич Олимшоев (тадж. Зафар Мазамшоевич Олимшоев; род. 2 февраля 1992) — таджикский самбист, бронзовый призёр этапа Кубка мира 2014 года, бронзовый призёр чемпионата Азии 2017 года в Ташкенте, бронзовый призёр чемпионата мира 2017 года в Сочи. Принимал участие в чемпионате мира 2019 года, где занял пятое место. Мастер спорта Таджикистана международного класса. Выступал в первой средней весовой категории (до 82 кг). Представляет Душанбе.